# Philippe Katerine
Philippe Katerine, född 8 december 1968 i Chantonnay, är en fransk skådespelare.
Dormer har bland annat medverkat i filmerna I nöd och lust, Tjuvsystrar och Asterix & Obelix: I drakens rike.

## Filmografi (i urval)
- 2015 – Avril et le monde truqué
- 2023 – Tjuvsystrar
- 2023 – Asterix & Obelix: I drakens rike
- 2023 – I nöd och lust